# Цюрихский гербовник

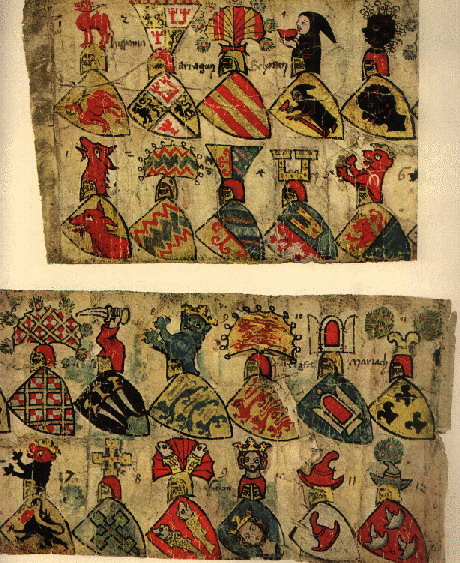
Образец содержимого Цюрихского гербовника (пергамент).

Цюрихский гербовник (нем. Zürcher Wappenrolle) — гербовник, сделанный в 1340 году в восточной Швейцарии на территории нынешнего кантона Санкт-Галлен. Хранится в Национальном музее Швейцарии.
Документ принадлежал цюрихскому естествоиспытателю и историку Иоганну Якобу Шейхцеру (1672—1733). Предыдущая история документа неизвестна, был передан городской библиотеке Цюриха племянником Шойхцера в 1750 году.
Является одной из старейших и наиболее важных сохранившихся коллекций гербов низшей знати Священной Римской империи. Его географическая направленность — территория Швабии, включая район Боденского озера, немецкоязычную Швейцарию, Эльзас и Баден.
Состоял из четырёх полос пергамента шириной 12,5 см каждая и общей длиной четыре метра. Одна из четырёх частей была потеряна; на трёх уцелевших пергаментных полосах изображено 559 гербов и 28 знамён епископств. Ещё 108 изображённых на утерянной части гербов сохранились в рукописных копиях, включая экземпляры из библиотеки графов Кёнигсегг-Аулендорфа и из Центральной библиотеке Цюриха.